# Timothy Leary
Timothy Francis Leary (Springfield, 22 ottobre 1920 – Beverly Hills, 31 maggio 1996) è stato uno scrittore, psicologo e attore statunitense, noto per le sue posizioni e il suo attivismo in favore dell'uso delle droghe psichedeliche.

## Biografia
Ricercatore di psicologia a Harvard, fu tra i pionieri dello studio accademico degli psichedelici. Negli anni sessanta, in qualità di fautore all'utilizzo dell'LSD, coniò e rese popolare lo slogan "Turn on, tune in, drop out" ("Accenditi, sintonizzati, abbandonati"). "Accenditi": sveglia la mente, apri le porte della percezione. "Sintonizzati": entra in sintonia con l'universo, comprendilo, ascoltalo. Invece "Abbandonati", secondo Leary, è un concetto più complesso,: "Drop out suggeriva un selettivo, prezioso processo di distaccamento da ciò che involontariamente restringe la nostra libertà d'azione. Significa coscienza di sé, la scoperta della propria singolarità, una promessa di mobilità, di scelta e di cambiamento. Sfortunatamente le mie spiegazioni dello slogan per il miglioramento del sé fu spesso male interpretato come se significasse 'Drogati e abbandona le attività costruttive'".

### Infanzia ed educazione
Nasce il 22 ottobre 1920 a Springfield nel Massachusetts da una famiglia originaria del New England. Studia per un breve periodo presso il College of the Holy Cross di Worcester Massachusetts, intollerante ai severi insegnamenti dell'istituzione gesuita.
Frequenta l'accademia militare di West Point, ma si ritira dopo 18 mesi. Nel 1943 consegue la laurea in psicologia presso l'università dell'Alabama, e nel 1950 un dottorato (Ph.D.) in psicologia dall'Università della California. Tra il 1950 ed il 1955 presso l'università di Berkeley viene nominato assistente, dal 1955 al 1958 capo ricercatore presso Kaiser Foundation e tra il 1959 ed il 1963 lettorato in psicologia presso l'Università Harvard.
A posteriori descrisse quegli anni, nella sua biografia, in modo dispregiativo, scrivendo di se stesso: «un anonimo impiegato istituzionale che ogni mattina guidava la propria auto fino al lavoro, in una lunga colonna di auto pendolari per poi tornare, ogni notte, a casa a bere martini... come molti milioni di borghesi, liberali, robot intellettuali».

### L'esperienza psichedelica e la ricerca
Durante una vacanza in Messico, partecipando ad un rituale religioso dei nativi americani, provò l'effetto di funghi allucinogeni contenenti psilocibina. Questa esperienza mutò decisamente la sua vita. Leary dirà più tardi: «Come studioso di psicologia, compresi più cose sulla mente umana durante quell'esperienza di tre ore che nei precedenti vent'anni».
Nel 1960, al suo ritorno alla Harvard University, Leary ed i suoi colleghi, fra i quali Richard Alpert, iniziarono a condurre ricerche sugli effetti della psilocibina e, successivamente, all'LSD, assieme a studenti diplomati.
Leary argomentò che l'assunzione di LSD nei giusti dosaggi, con determinate aspettative (set), in un preciso contesto ambientale (setting), preferibilmente sotto la guida di un professionista, modificherebbe positivamente i comportamenti di chi assume la sostanza.
Alcuni degli obiettivi della sua ricerca miravano ad individuare una soluzione più efficace all'alcolismo, ed un modo di curare ed educare i criminali recidivi. Molti fra i partecipanti alle ricerche di Leary riferirono di profonde esperienze mistiche e spirituali che, sostennero, cambiarono le loro vite in modo molto positivo.
Nel 1963, Leary e Alpert vennero allontanati da Harvard. I loro colleghi erano imbarazzati a causa della natura delle loro ricerche, e genitori molto influenti si lamentarono presso l'amministrazione dell'università in merito alla distribuzione agli studenti degli allucinogeni.
Tutt'altro che scoraggiati, i due ricercatori si trasferirono a Millbrook, una grossa villa di New York, per continuare i loro esperimenti. In seguito, Leary scrisse: «Ci consideravamo come degli antropologi del XXI secolo abitanti di una capsula temporale situata negli oscuri anni sessanta. Su questa capsula stiamo cercando di creare un nuovo paganesimo e una nuova dedizione alla vita quale arte.»

### The Psychedelic Experience
Sempre nel 1963, assieme a Ralph Metzner, scrisse un libro intitolato L'Esperienza psichedelica (The Psychedelic Experience, ripubblicato nel 1993), apparentemente basato sul Libro tibetano dei morti, nel quale si legge:
(Timothy Leary, L'Esperienza psichedelica)
L'era di Millbrook terminò a causa delle frequenti incursioni della FBI.

### La diffusione degli psichedelici
Negli anni sessanta, Leary diventò promotore della diffusione delle sostanze psichedeliche. Sosteneva che tali sostanze psicoattive fossero un dono della natura, in quanto nel cervello umano esistono dei neuroni la cui membrana viene eccitata tramite appositi recettori dedicati ad accogliere quei particolari stimoli, allo stesso modo in cui accade per i normali neurotrasmettitori. L'apertura della propria mente e la sua esplorazione tramite gli allucinogeni, venivano viste da Leary come il futuro dell'evoluzione umana.
In quel periodo, grazie anche alla diffusione in occidente di religioni e filosofie orientali, gli psichedelici promettevano di raggiungere uno stato simile all'estasi e alla grazia da esse descritte. Gli allucinogeni così si diffusero in modo impressionante. Per questo motivo, Leary realizzò alcuni manuali per spiegarne l'utilizzo in sicurezza. Nonostante tutto, Albert Hofmann, lo stesso inventore della LSD, non era affatto d'accordo con l'idea di Leary di promuovere indiscriminatamente il loro utilizzo, preferendo invece un approccio molto più ponderato ed attento. Si stima che, dalla sua scoperta, fino al 1970, l'LSD sia stato utilizzato da quasi due milioni di americani.

### Arresto ed evasione
A causa dei suoi atteggiamenti anticonformisti, venne dichiarato da Richard Nixon come "l'uomo più pericoloso d'America". Vennero approvate severe leggi antidroga e vi fu un processo in cui venne condannato per possesso di droghe. Fuggì all'estero ma, nel 1965, fu arrestato ad un posto di blocco.
Gli agenti trovarono nella sua auto una scatoletta d'argento contenente marijuana, probabilmente di proprietà della figlia. Leary, per proteggerla, dichiarò che la sostanza era di sua proprietà. La pena fu straordinariamente alta, la più alta mai emessa per possesso di marijuana per un crimine di quel tipo: trent'anni di reclusione e 630.000 dollari di multa. Anche la figlia venne condannata a cinque anni di carcere.
Quando giunse in prigione, venne sottoposto ad un test psicologico utilizzato per assegnare ai reclusi il lavoro appropriato. Combinazione vuole che fosse lui il creatore di quel tipo di test, per cui riuscì a dare le giuste risposte per ottenere un lavoro all'interno della biblioteca della prigione, dalla quale evase nove mesi più tardi.

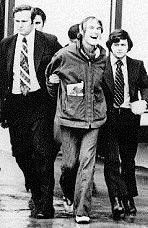
Leary viene arrestato dagli agenti Don Strange (a destra) e Howard Safir (a sinistra) della DEA nel 1972

Nel 1970, la Weather Underground Organization, previo compenso, fece evadere Leary e lo trasportò clandestinamente al di fuori degli Stati Uniti fino ad Algeri, assieme a sua moglie Rosemary Woodruff Leary. Il piano consisteva nel rifugiarsi, assieme a Eldridge Cleaver delle Black Panther, ma fallì, per cui la coppia si rifugiò in Svizzera.
Nel 1972, dopo essersi separato dalla moglie Rosemary, venne catturato in Svizzera e riportato negli Stati Uniti grazie alla cooperazione con l'FBI sulla Weather Underground, in cambio di una riduzione della pena. In anni recenti sono stati espressi dubbi sul suo vero ruolo, e sulla sua collaborazione con la CIA, i cui particolari si possono trovare negli scritti di Walther Bowart.

### "Gli Otto Circuiti di Consapevolezza"
Leary, successivamente, propose il proprio modello di consapevolezza della mente: modello con il quale suddivide la mente umana in otto diversi livelli, o circuiti di consapevolezza. Secondo la sua ricerca, la maggior parte delle persone, nell'arco della propria vita, poteva accedere solamente ai primi quattro di questi circuiti.
I quattro successivi erano proiezioni dell'evoluzione dei primi quattro, e permettevano, fra le altre cose, di abituarsi alla vita nello spazio, oppure di espandere la consapevolezza, in modo da agevolare ed ottenere futuri progressi scientifici e sociali.
Leary suggerì che alcune persone avrebbero potuto "salire alle successive quattro marce" tramite la meditazione o altre tecnologie spirituali. Citò come prova dello scopo dei quattro circuiti superiori la sensazione di volo e di movimento senza inibizioni sperimentato dai consumatori di marijuana.
Nel modello ad otto circuiti, una funzione primaria del quinto circuito è di permettere agli esseri umani di abituarsi alla vita in ambiente a gravità nulla o ridotta. Altri benefici apportati dai quattro circuiti superiori, comprendevano: capacità empatiche superiori, possibilità di viaggiare al di fuori del corpo, riprogrammazione della propria psiche, dirigere in prima persona la propria evoluzione ed, infine, di prendere contatto con la "Mente Universale", il grande Brahma.
Il grande Brahma corrisponde all'Entità Spirituale Primaria o prima Divinità Creata dal primo pensiero, responsabile dell'esistenza e della creazione dell'Universo visibile e invisibile a cui molte religioni buddiste fanno riferimento, comune anche nelle filosofie antiche nate in India e diffuse poi in Cina: Buddismo cinese, Buddismo giapponese e Buddismo Zen.

### Gli anni recenti: L'informatica, la cybercultura
Negli ultimi anni della sua vita, presso la Software House Futique Inc, da lui fondata, si dedicò allo sviluppo di software per computer, con particolare attenzione alla realtà virtuale. Il videogame più famoso creato dalla Futique fu Mind Mirror, una sorta di simulatore/gioco di società tramite il quale il giocatore poteva esplorare la propria psiche e crearne una mappa. Il gioco, sviluppato per Commodore 64 e PC-IBM, ora viene considerato abandonware ed è reperibile facilmente in internet. Nel 1992 aprì il suo sito Internet personale.
Essendo una persona orientata al futuro, divenne promotore della fantascienza Cyberpunk. Esistono interviste incrociate con William Gibson, uno dei padri di quel tipo di filone fantascientifico. Come ben spiegato nel suo libro "Caos e cibercultura", sosteneva come l'individuo dovesse essere l'unico pilota della propria esistenza, ed i protagonisti dei romanzi di quel genere, solitamente dei solitari, in lotta con le "autorità", rappresentano bene quel genere di ideale. Come spiegava lui stesso, la parola "cyber", deriva dal greco "kibernetes", che significa, appunto, "pilota", ed era utilizzato per i "piloti" delle imbarcazioni. Da qui, il concetto di "pilota della propria esistenza".

### Gli ultimi anni, il rapporto con la morte
Nei mesi precedenti la sua morte, causata da un cancro alla prostata non operabile, Leary lavorò ad un libro intitolato Design for Dying (Progettare la morte). Il libro fu un tentativo di mostrare alla gente l'esistenza di un paradigma diverso della morte e del morire.

#### I preparativi per "la partenza"
Per un certo numero di anni, Leary fu eccitato dalla possibilità di congelare il proprio corpo tramite la sospensione crionica. Essendo lui stesso uno scienziato, non credeva nella possibilità di venire riportato in vita in futuro, ma riconosceva l'importanza delle possibilità offerte dalla crionica, difensore della scienza futura. Lo chiamava il suo "dovere come futurologo" e aiutò a pubblicizzarla. Leary ebbe relazioni con due organizzazioni di crionica, l'originaria Alcor Life Extension Foundation, e la sua discendente, la Cryocare. Quando, nelle relazioni fra lui e le due compagnie, crebbe una grande sfiducia, Leary decise di far cremare il proprio corpo, e di distribuire le ceneri alla famiglia ed agli amici.

#### Il giorno dell'addio
La morte di Leary, avvenuta intorno alle 6.30 del 31 maggio 1996 fu registrata su nastro per i posteri e catturò per sempre le sue ultime parole. Quella mattina si svegliò, il suo volto si mostrò sofferente per un attimo, poi si guardò attorno alla ricerca dei propri familiari.
Riconobbe la sua ex moglie Rebecca, alla quale ammiccò, e il figlio di sua moglie Barbara, Zachary. Si guardò ancora attorno e disse: «why?» ("Perché?"), si grattò la testa e disse «why not?». Pronunciò la frase ripetutamente, con intonazioni diverse: tristi, allegre, pensierose, interrogative. A un certo punto disse «esperanto», poi riprese a ripetere i «why not». Guardò Rosemary e le sussurrò «i love you» ("ti amo"), lei gli rispose allo stesso modo. Disse «why?» con un filo di voce ancora per un paio di volte, poi ricadde nel sonno profondo. La sua ultima parola, stando alla testimonianza di Zachary Leary, fu «beautiful» ("stupendo").
Il nastro fu trasformato in un film con il titolo: "Timothy Leary's Last Trip" . I produttori calcarono sul suo desiderio iniziale per la preservazione crionica filmando segretamente una falsa decapitazione senza il permesso dello stesso Leary o della sua famiglia. Successivamente alla pubblicazione del film, i produttori rifiutarono di ammettere la falsità della scena, questo probabilmente, per generare aspettative e vendere più biglietti.
Dopo la sua morte, sette grammi delle ceneri di Timothy Leary furono raccolti dal suo amico Celestis per venire poi spedite nello spazio su un razzo che trasportava i resti di altre 24 persone, tra cui il creatore di Star Trek, Gene Roddenberry, il fisico spaziale Gerard K. O'Neill, lo scienziato missilistico Krafft Arnold Ehricke.

## Vita privata
Timothy Leary fu padrino di Winona Ryder, i cui genitori, amici di Leary, vissero per lungo tempo in una comune della California, assieme ad altri hippie e beatnik. Il padre Michael, in particolare, si occupava della stesura della biografia di Leary e di altri personaggi della controcultura.

## Opere (parziale)
- The Dimensions of Intelligence (Tesi di laurea, Washington State University, 1946)
- The Social Dimensions of Personality (Tesi di dottorato, Università della California, 1950)
- Multilevel Measurement of Interpersonal Behavior (1956)
- Interpersonal Diagnosis of Personality (1957)
- The Existential Transaction (1960)
- The Psychedelic Experience con Ralph Metzner e Richard Alpert (1964)
- The Psychedelic Reader con Gordon Weil (1965)
- Psychedelic Prayers from the Tao Te Ching (1966)
- Start Your Own Religion (1967)
- High Priest (1968)
- The Politics of Ecstasy (1968)
- The Declaration of Evolution (1970)
- Timothy Leary; Appellant v. State of California (1970)
- Jail Notes (1971)
- Neurologic (1973)
- Confession of a Hope Friend (1973)
- Starseed: A Psy-Phi Comet Tale (1973)
- Terra II (1974)
- The Curse of the Oval Room (1974)
- What Does WhoMan Want? (1976)
- Communication with Higher Intelligence (1977)
- Exo-Psychology (1977)
- Neuropolitics con Robert Anton Wilson e George Koopman (1977)
- The Intelligence Agents (1979)
- Neurocomicx (1979). ISBN 0-86719-114-7
- The Game of Life (1979)
- Changing My Mind, Among Others (1982)
- Flashbacks (1983)
- Mind Mirror software (1986)
- Info-Psychology revisione di Exo-Psychology, New Falcon Publication, 1987. ISBN 1-56184-105-6
- What Does WoMan Want? edizione revisionata, New Falcon Publication, 1988. ISBN 0-941404-76-5
- Timothy Leary's Greatest Hits (1990)
- Chaos & Cyber Culture (1994)

## Software
- Mind Mirror software (Mindware, 1986)

## Discografia parziale
- 1966 L.S.D.
- 1967 Turn On, Tune In, Drop Out (The Original Motion Picture Soundtrack)

### In inglese
- Neurocomicx (1979). ISBN 0-86719-114-7
- Michael Horowiz, Karen Walls & Billy Smith. An Annotated Bibliography of Timothy Leary Archon Books, 1988
- Flashbacks con aggiunte J.P. Tarcher, Inc. 1990
- The Politics of Ecstasy con aggiunte, Ronin Publishing, 1990. ISBN 1-57951-031-0
- Timothy Leary's Greatest Hits con aggiunte, KnoWare, 1990
- Neuropolitique revisione di Neuropolitics, New Falcon Publication, 1991. ISBN 1-56184-012-2
- How to Operate Your Brain (video), Retinalogic, 1993.
- The Game of Life, New Falcon Publication 1993) ISBN 1-56184-050-5
- The Psychedelic Experience, 1993. ISBN 0-8065-1652-6
- The Psychedelic Reader, 1993. ISBN 0-8065-1451-5
- Chaos & Cyberculture, Ronin Publishing, 1994.
- High Priest, Ronin Publishing, 1995. ISBN 0-914171-80-1
- Surfing the Conscious Nets: A Graphic Novel, 1995. ISBN 0-86719-410-3
- The Intelligence Agents, New Falcon Publication 1996. ISBN 1-56184-038-6
- Psychedelic Prayers, Ronin Publishing, 1997. ISBN 0-914171-84-4
- Design for Dying, HarperCollins Publishers, 1998. ISBN 0-06-092866-2
- The Delicious Grace of Moving One's Hand, Thunder's Mouth Press, 1999. ISBN 1-56025-181-6
- Turn On, Tune In, Drop Out, Ronin Publishing, 1999. ISBN 1-57951-009-4
- Change Your Brain, Ronin Publishing, 2000. ISBN 1-57951-017-5
- The Politics of Self Determination, Ronin Publishing, 2000. ISBN 1-57951-015-9
- The Politics of PsychoPharmacology, Ronin Publishing, 2001. ISBN 1-57951-056-6
- Your Brain is God, Ronin Publishing, 2001. ISBN 1-57951-052-3
- Musing on Metamorphoses, Ronin Publishing, 2002. ISBN 1-57951-058-2
- Evolutionary Agents, Ronin Publishing, 2004. ISBN 1-57951-064-7
- Start Your Own Religion, Ronin Publishing, 2004. ISBN 1-57951-073-6

### In italiano
- Caos e cibercultura, Urra/Apogeo, 1995. ISBN 88-7303-108-0
- Fuga. Dall'LSD ad Internet, Arcana Editore, 1996. ISBN 88-7966-087-X
- Vita, morte, visioni., Nuovi Equilibri, 1999. ISBN 88-7226-491-X
- Il Gran Sacerdote, Shake Edizioni. ISBN 88-88865-31-4
- Rivoluzione psichedelica. La CIA, gli hippies, gli psichiatri e la rivoluzione culturale degli anni sessanta, Sugarco Edizioni, 2008.
- Timothy Leary. La religione della coscienza dalla rivoluzione psichedelica ai rave, Alpes Italia, 2012, ISBN 9788865311103.
- Timothy Leary, una biografia., Fandango 2012, ISBN 9788860442246.